# Britische Hockeynationalmannschaft der Damen
Die britische Hockeynationalmannschaft der Damen ist die nationale Frauen-Auswahlmannschaft des Vereinigten Königreiches im Hockey, die für die Olympischen Spiele und weitere Turniere (wie der Hockey Pro League) der Fédération Internationale de Hockey zusammengestellt wird. Bei allen anderen Turnieren treten Wales, Schottland und England getrennt an.

## Platzierungen

### Olympische Spiele
Seit 1980 existiert ein Damenhockeyturnier bei den Olympischen Spielen. Großbritannien nahm erstmals 1988 daran teil.
- Seoul 1988 – 4. Platz
- Barcelona 1992  Bronzemedaille
- Atlanta 1996 – 4. Platz
- Sydney 2000 – 8. Platz
- Athen 2004 nicht teilgenommen
- Peking 2008 – 6. Platz
- London 2012  Bronzemedaille
- Rio de Janeiro 2016  Goldmedaille
- Tokio 2020  Bronzemedaille
- Paris 2024 – Viertelfinale

### World League
- 2014/15 – 7. Platz

### Pro League
- 2019 – 8. Platz
- 2020–21 –  Bronzemedaille

### Champions Trophy
- 1987 – 5. Platz
- 1989 – 4. Platz
- 1993 – 6. Platz
- 1997 – 5. Platz
- 2012 –  Silbermedaille
- 2016 – 5. Platz
- 2018 – 5. Platz

## Bekannte Spielerinnen

### Olympia-Bronzemedaille 1992
| Gillian Atkins, Lisa Bayliss, Karen Brown, Jackie McWilliams, Victoria Dixon, Susan Fraser, Wendy Fraser, Kathryn Johnson, Sandra Lister, Helen Morgan, Mary Nevill, Mandy Nicolls, Tammy Miller, Alison Ramsay, Jane Sixsmith, Joanne Thompson Trainer: Dennis Hay |

### Olympia-Bronzemedaille 2012
| Beth Storry, Emily Maguire, Laura Unsworth, Crista Cullen, Hannah Macleod, Anne Panter, Helen Richardson, Kate Walsh, Chloe Rogers, Laura Bartlett, Alex Danson, Georgie Twigg, Ashleigh Ball, Sally Walton, Nicola White, Sarah Thomas Trainer: Danny Kerry |

### Olympiasieger 2016
| Maddie Hinch, Laura Unsworth, Crista Cullen, Hannah Macleod, Georgie Twigg, Helen Richardson-Walsh, Susannah Townsend, Kate Richardson-Walsh, Sam Quek, Alex Danson, Giselle Ansley, Sophie Bray, Hollie Webb, Shona McCallin, Lily Owsley, Nicola White Trainer: Danny Kerry |

### Olympia-Bronzemedaille 2020
| Giselle Ansley, Grace Balsdon, Fiona Crackles, Maddie Hinch, Sarah Jones, Hannah Martin, Shona McCallin, Lily Owsley, Hollie Pearne-Webb, Izzy Petter, Ellie Rayer, Sarah Robertson, Anna Toman, Susannah Townsend, Laura Unsworth, Leah Wilkinson Trainer: Mark Hager |